# Érasme Quellin le Jeune
Érasme Quellin le Jeune (ou Erasmus Quellinus II, Kwelien, Quellien, Quellincs, Quellingh), né le 19 novembre 1607 à Anvers et mort le 11 novembre 1678 dans cette ville, est un peintre, graveur, dessinateur et concepteur de tapisseries flamand qui travaille dans divers genres, dont la peinture d'histoire, le portrait, les scènes de bataille et peintures animalières. Il est un élève de Pierre Paul Rubens et est l’un des plus proches collaborateurs de Rubens dans les années 1630. Après la mort de Rubens en 1640, il devient l’un des peintres les plus prolifiques et les plus prospères des Pays-Bas méridionaux du XVIIe siècle.

## Biographie
Quellin appartenait à une famille d'artistes. Il naquit à Anvers et fut baptisé dans l’église cathédrale le 22 novembre 1607. Ses parents étaient le sculpteur Erasmus Quellinus l'Ancien et Elisabeth van Uden,. La famille Quellinus était devenue l'une des principales familles artistiques d'Anvers, produisant des sculpteurs, des peintres et des graveurs qui développainent des carrières en Flandre et à l'étranger. Le père Erasmus Quellinus l'Ancien avait quitté Saint-Trond pour s'installer à Anvers. Les frères d'Erasmus Quellinus le Jeune étaient tous deux artistes: Artus (1609-1668) était l'un des principaux sculpteurs baroques en Flandre et Hubertus (1619-1687) un graveur.

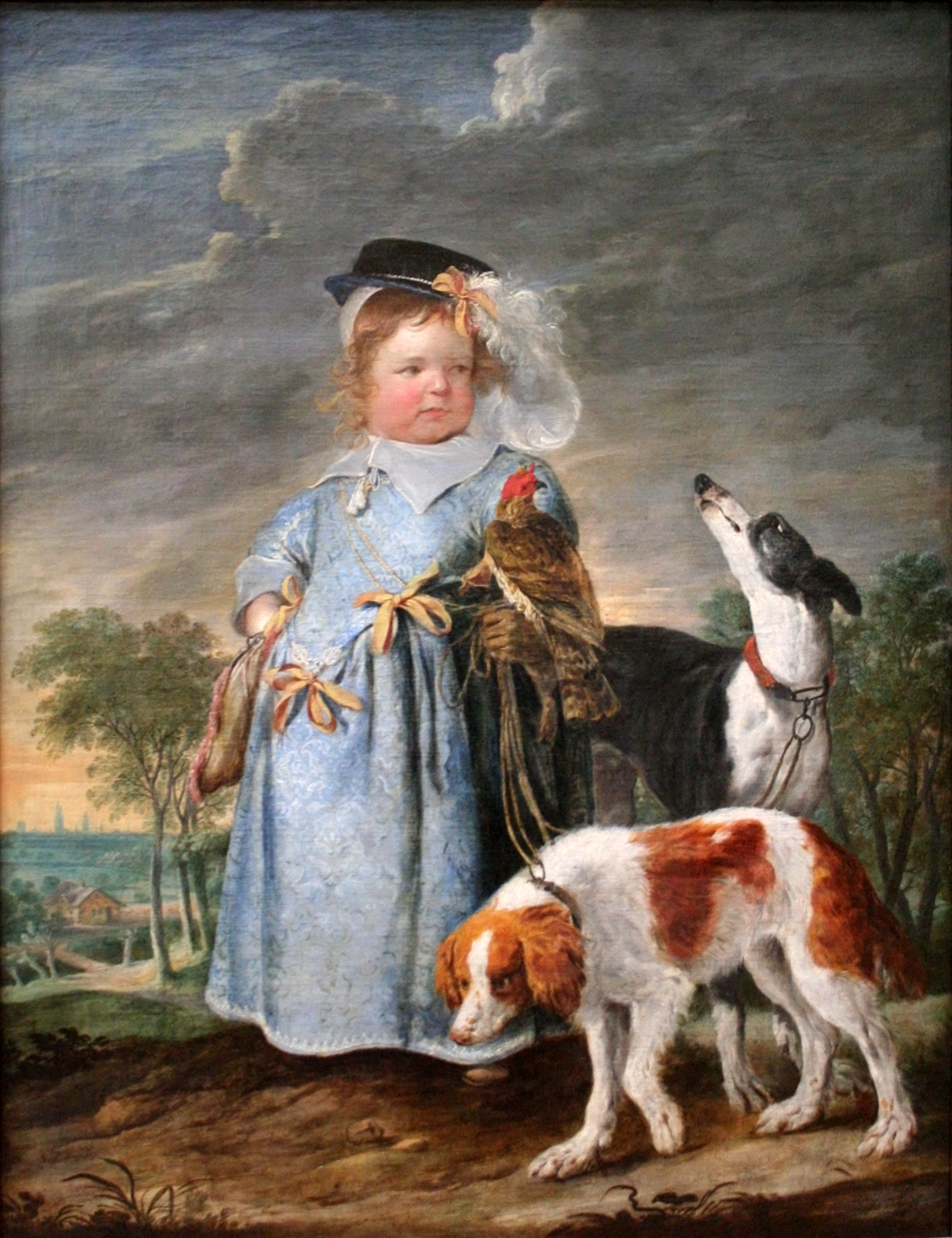
Portrait d’un jeune garçon, une collaboration avec Jan Fyt (1630-1661), Musée royal des beaux-arts, Anvers.

Avant de se tourner vers la peinture, il avait fait de nombreuses études préparatoires ; il poussa ses études littéraires assez avant, pour obtenir le grade de maître ès-arts. La philosophie faisant partie de l'enseignement des facultés des arts, il obtint le grade de maîtrise de philosophie, Magister Philosophiae ; de là le titre de « maistre dedans la philosophie, » qui se lit au-dessous de son portrait gravé, publié de son vivant, dans Het gulden cabinet de De Bie.  
Il aurait reçu une brève formation chez son père, le sculpteur Erasmus Quellinus l’Ancien. Il avait sans doute appris l’art de plus d'un maître, puisque, d'après les archives de la guilde de Saint-Luc, il est admis en qualité de maître fils de maître à cette corporation en 1633-1634, la même année où il fut reçu comme apprenti à l’atelier du peintre Jan Baptist Verhaeghe. Le peu de temps qu'Erasmus passa chez Verhaeghe, prouve qu'il s'était déjà adonné à l'art avant cette époque. Aussi Cornelis de Bie, dont il fut l'ami et dont il peignit le portrait, gravé depuis par Richard Collin, assure-t-il dans son Gulden cabinet, terminé en 1661 et publié l'année suivante, que Quellin s'était appliqué à la peinture depuis trente ans avant l'achèvement de son ouvrage, c'est-à-dire depuis 1631. Il ajoute que Erasmus alla se perfectionner auprès de Pietro Paolo Rubens,. De Bie nous apprend aussi que Quellin ne vit jamais l'Italie.
Quellin épousa, en 1634, Catherina van Hemelaer, nièce de l'humaniste et chanoine Johannes Hemelarius de la cathédrale. Jan Erasmus fut le fruit de cette union. Il naquit la même année et fut baptisé dans la cathédrale, le 1er décembre 1634,.

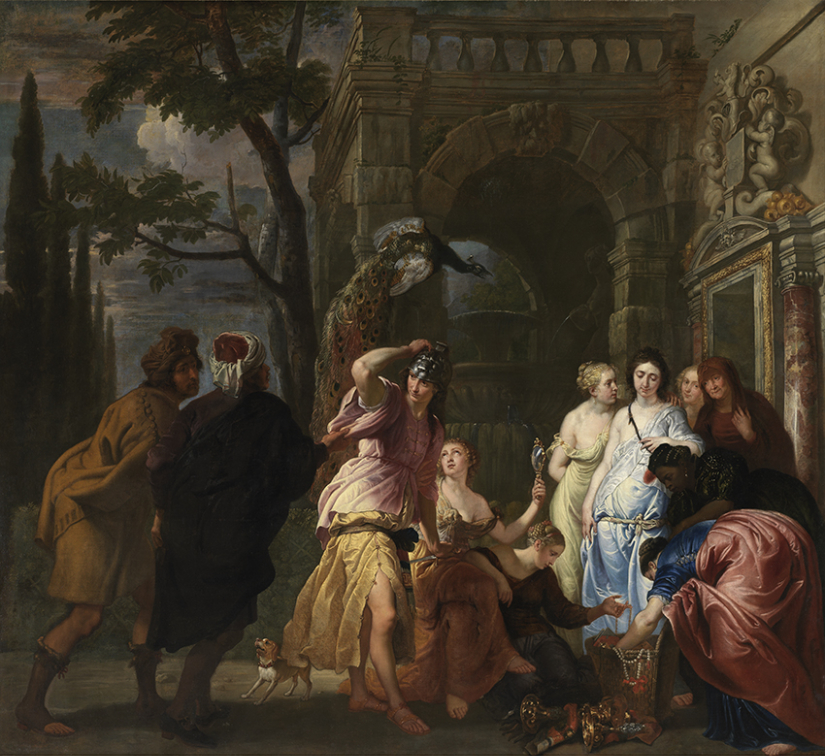
Achille entre les filles de Lycomède, de 1643, d’Erasmus Quellinus II, Musée Groeninge, Bruges.

En 1635, sous la direction de Rubens, il participa à la décoration des rues d'Anvers pour l'entrée solennelle du cardinal infant,. En
1636-1637, il décora le pavillon de la Torre de la Parada à Madrid, d'après les esquisses de Rubens, pour le compte du roi Philippe IV d'Espagne,. En 1637, Rubens lui confia tous ses projets d'illustrations pour l'imprimerie plantinienne,. Entre autres, il réalisa pour Marie de Médicis le frontispice des Diverses pièces pour la défence de la royne mère du roy très chrestien Louys XIII, volumineux recueil rédigé par son aumônier Mathieu de Morgues et dirigé contre la politique de Richelieu.
Imitant Rubens avec indépendance, et réussissant comme lui à la fois dans l'histoire et le portrait, c’est à celui-ci qu’il succéda, après sa mort en 1640, dans les fonctions de peintre et décorateur de la ville d'Anvers. Mais, il travailla également pour les municipalités de Gand en 1653 et d'Amsterdam en 1656, où il décore le plafond de la salle Moïse à l'hôtel de ville. En 1646, il travaille à Liège, en 1649 pour le compte de la famille de Thurn und Taxis.
En 1650, c’est comme un des principaux habitants de la paroisse de Saint-André, qu'il fut appelé aux fonctions de marguillier de l'église de ce nom pour laquelle il fit deux tableaux. Il occupait, dans la rue Happart, la maison marquée section 4, qui portera plus tard le numéro 619,.
En 1653, Quellin fut reçu, comme amateur de la rhétorique, dans la chambre de rhétorique De Violieren. Quellin, en tant que membre de cette société, vrai département littéraire et dramatique de la guilde de Saint-Luc, était aussi un poète en langue néerlandaise, comme en témoigne un éloge de De Bie inséré dans un ouvrage de ce dernier, intitulé Het gulden cabinet. Cet éloge poétique est qualifié par Kramm d’inventif et d’un style coulant,,. 
Après la mort de Catherina van Hemelaer, enterrée à la cathédrale d’Anvers, le 2 mai 1662, le maître résolut de convoler en secondes noces et obtint, le 19 novembre 1663, du second bourgmestre (binnen-burgemeester) Gilles Mertens, la permission de passer au village de Perk la première nuit de sa nouvelle union avec la belle-sœur de David Teniers le Jeune, Francisca de Fren, sans encourir la privation de ses droits de bourgeois d'Anvers (poorterge). Le mois ne s’écoula point sans que l’artiste eût pris possession de sa nouvelle femme,,.

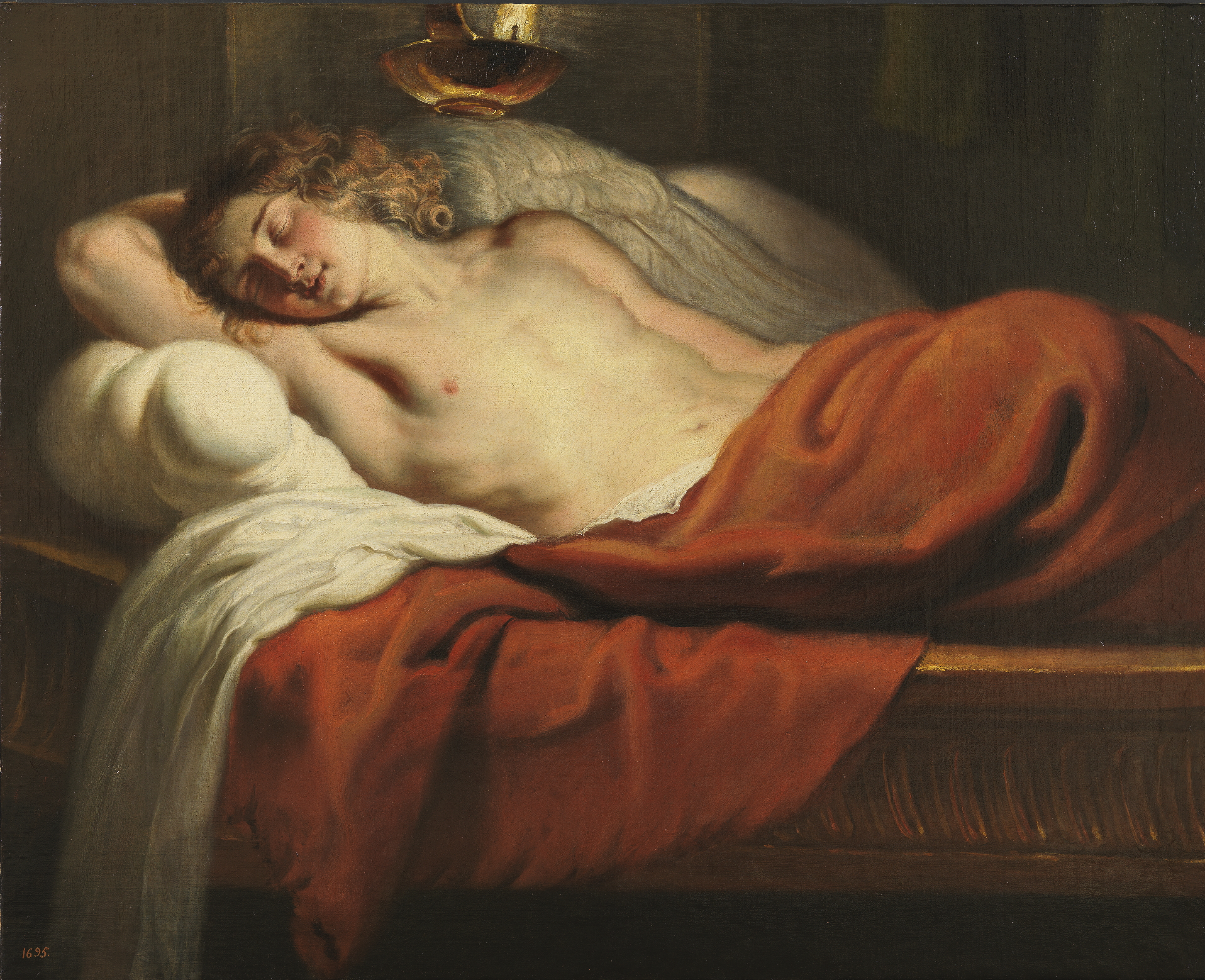
Amor dormant, Musée du Prado, 1630

Erasmus était lié d'amitié avec le savant Casperius Gevartius, greffier de la ville d'Anvers et un des hommes les plus chéris de Rubens. Toutes les fois qu'on célébrait dans la ville d'Anvers quelque remarquable événement politique, c'était Erasmus Quellinus qu'on chargeait soit de dessiner, soit de peindre les arcs de triomphe, décorations en plein air et autres témoignages vrais ou supposés de l'opinion publique. Il avait pour aide Casperius Gevartius, le neveu de Rubens, qui s'empressait de lui fabriquer des inscriptions, devises, chronogrammes et autres sornettes, en vers latins. Ce digne auxiliaire avait rempli les mêmes fonctions auprès de son oncle.  
Parmi les occasions importantes où le neveu et le disciple de Rubens associèrent leurs efforts, l'entrée solennelle à Anvers du marquis de Castel Rodrigo, nommé gouverneur des Pays-Bas espagnols, les noces de Louis XIV et de Marie-Thérèse, et la mort du roi Philippe IV. En ces trois circonstances, Erasmus Quellinus exécuta de vastes compositions, où l'on voyait non seulement les portraits en pied des personnages, mais certains épisodes de leur vie retracés par le pinceau, une multitude de figures symboliques placées dans des niches, sur des pilastres, sur des frontons, et une quantité de devises. Toutes les trois ont été gravées.  
La seconde porte pour titre : Theatrum Pacis Hispano-Gallicœ, XV calend. April. Antverpiœ anno MDCLXpromulgatœ. C’est en effet en 1660 qu’ils unirent leurs talents, pour célébrer la paix qui venait d'être conclue entre l'Espagne et la France, et dont la publication eut lieu le 17 avril 1660 sur un théâtre érigé devant l’hôtel de ville d'Anvers. Les ornements de ce théâtre avaient été peints par Quellinus, et Gevartius l'avait enrichi d'ingénieuses inscriptions. Quellinus avait aussi exécuté à cette occasion deux grands tableaux, dont l'un avait pour sujet Mars et Bellone, chassés par la paix et l'Hymen, vers la ville de Candie, assiégée par les Turcs ; De Bie loue cette belle composition. La seconde toile représentait le lit nuptial de Louis XIV et de Marie-Thérèse ; elle fut conservée à l'hôtel de ville d'Anvers, jusqu'à la fin du XVIIIe siècle. Les gravures de celle-ci, ainsi que de la précédente et du théâtre même, qu’en avaient fait Richard Collin, ont paru à l'imprimerie plantinienne de Balthasar Moretus le Jeune, en 1661.  

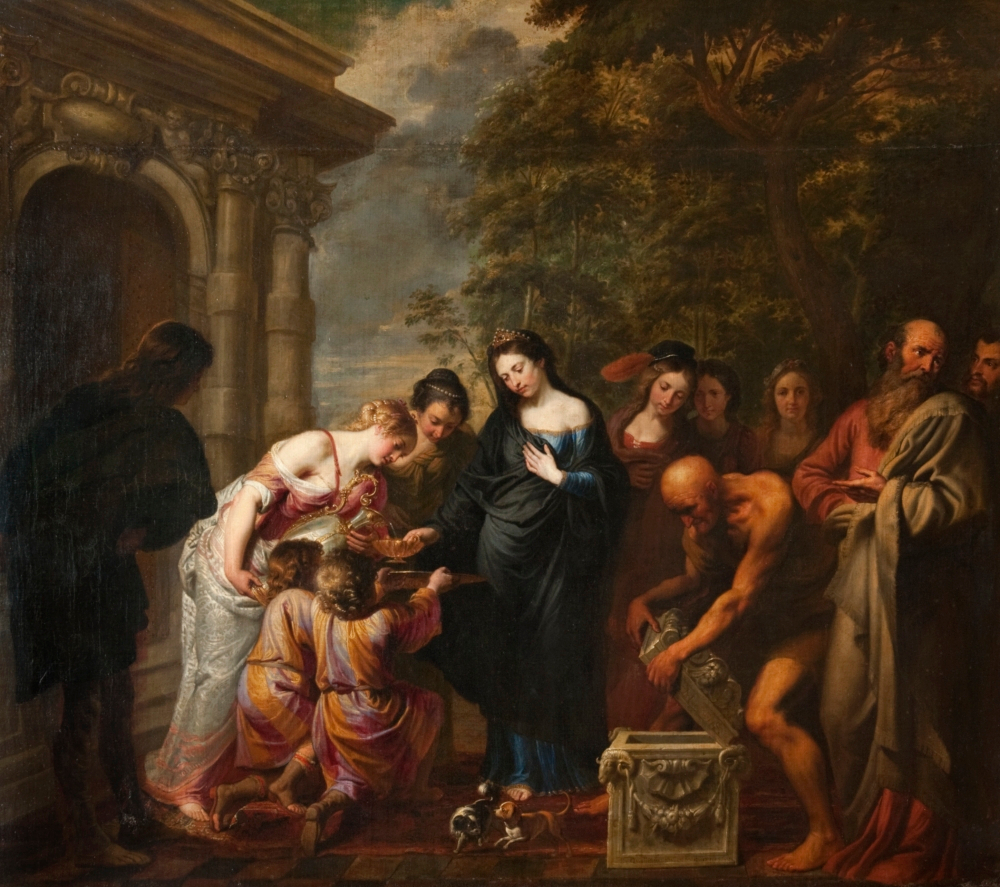
Artemisia, Hunterian Museum and Art Gallery, 1653

Lorsque Don Francisco de Moura Cortereal, marquis de Castel Rodrigo, nommé gouverneur général des Pays-Bas catholiques, fit son entrée solennelle à Anvers, le 17 août 1665, Gevartius se chargea des inscriptions placées en cette circonstance, et Quellinus de l'exécution des tableaux. L’un d'eux représentait le roi Philippe IV assis sur son trône, accompagné de son fils et héritier présomptif Charles, recevant les hommages du marquisat du Saint-Empire, entouré des seize autres provinces, comme si l’indépendance des Provinces-Unies n’avait pas été reconnu par le traité de Münster. Au milieu du second tableau, on remarquait le portrait en pied du marquis de Castel Rodrigo, que couronnaient Mercure, messager de paix, et Pallas, victorieuse. Ce portrait, encore conservé à l'hôtel de ville à la fin du XVIIIe siècle, était surmonté des armoiries du gouverneur-général et des effigies en buste de son aïeul, don Christophe de Moura, et de son père, don Emmanuel. La partie inférieure de l'œuvre était étoffée d'une vue du palais royal de Corte-Real, et, à l'avant-plan, des figures du Danube, du Rhin de l'Escaut et du Doubs. Les planches de ces compositions furent gravées, partie au burin, partie à l'eau-forte, par Hubertus Quellinus, frère du peintre. Elles virent le jour, avec le texte de Gevartius, à l'imprimerie plantinienne de Balthasar Moretus le jeune.
Le cénotaphe du roi d'Espagne et son tableau mortuaire furent le dernier travail qui occupa simultanément l'historiographe et le peintre. Gevartius mourut bientôt après, le 23 mars 1666, d'une blessure qu'il s'était faite à la jambe.
Selon certains auteurs, Erasmus Quellinus mourut le 11 novembre 1678 à l’abbaye de Tongerlo ; une assertion sans fondement,.
Outre Jan-Erasmus, un autre de ses fils, Hubertus Quellinus devint un habile graveur et dessina sur le cuivre plusieurs de ses tableaux. Un troisième fils prit la robe brune et les sandales des capucins. Il paraît qu’il ne tenait pas en grande estime les travaux de l'imagination, car il dissuadait tous les jeunes gens de s'adonner à la peinture ; les nudités lui inspiraient une profonde horreur, et comme les peintres ne peuvent s'en abstenir, il lui semblait que leur profession même les vouait à l’enfer. Un dernier fils de Quellinus, resté célibataire, demeurait sur le bord de l'Escaut, près de la douane ; il vécut très vieux et se noya dans le fleuve par accident.

## Œuvre

### Remarques générales

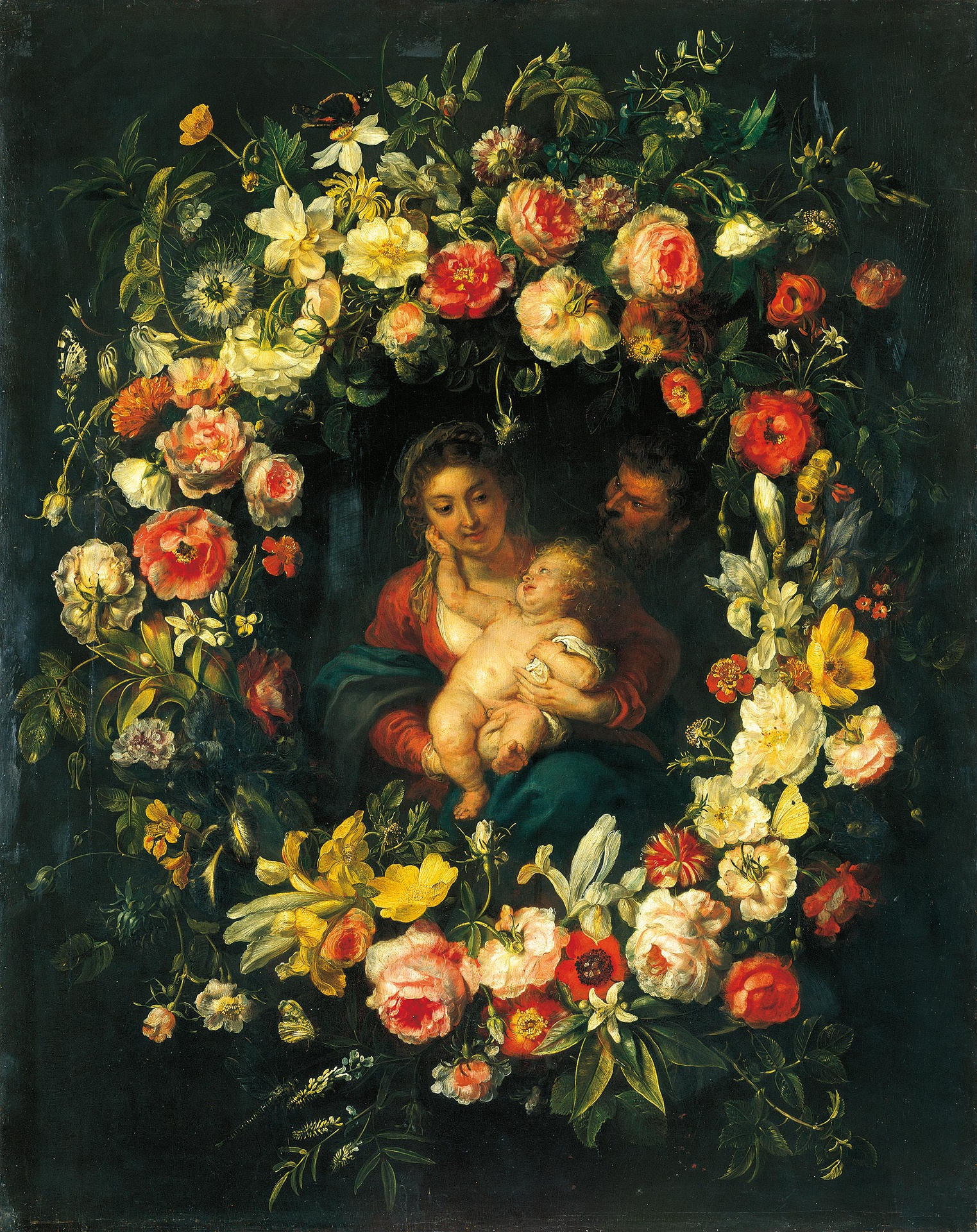
Sainte Famille dans une guirlande de fleurs, une collaboration avec Jan Fyt, Musée de l'Ermitage, c. 1636

Selon De Bie, dans son Gulden cabinet de 1662, les ouvrages d’Erasmus Quellinus sont partout honorés, partout recherchés, et il semble suggérer que ceux-ci ont été transportés non seulement dans les régions du nord, mais même jusque dans les Indes. II avait donc, parmi ses contemporains, tout le succès que peut ambitionner un homme de mérite,.
En tant qu'élève de Rubens, ses œuvres témoignent de l’influence de ce maître par leur ordonnance, le coloris, la vigueur, le dessin ferme et large, et par la bravoure de son pinceau,. Il travailla pour les églises comme pour les amateurs, car il réussissait dans les petits ouvrages comme dans les grandes compositions.  
Il collabora à des tableaux avec, entre autres, Jan Fyt, Jan Philip van Thielen et Daniel Seghers. 
Les moines de l'abbaye de Saint-Michel d’Anvers, le tenaient en haute estime : il avait décoré leur réfectoire de pieuses scènes figurant des banquets, entre autres les noces de Cana, Jésus et Madeleine chez Simon le Pharisien, l'institution de l'Eucharistie et les pèlerins d'Emmaüs.

### Gravures

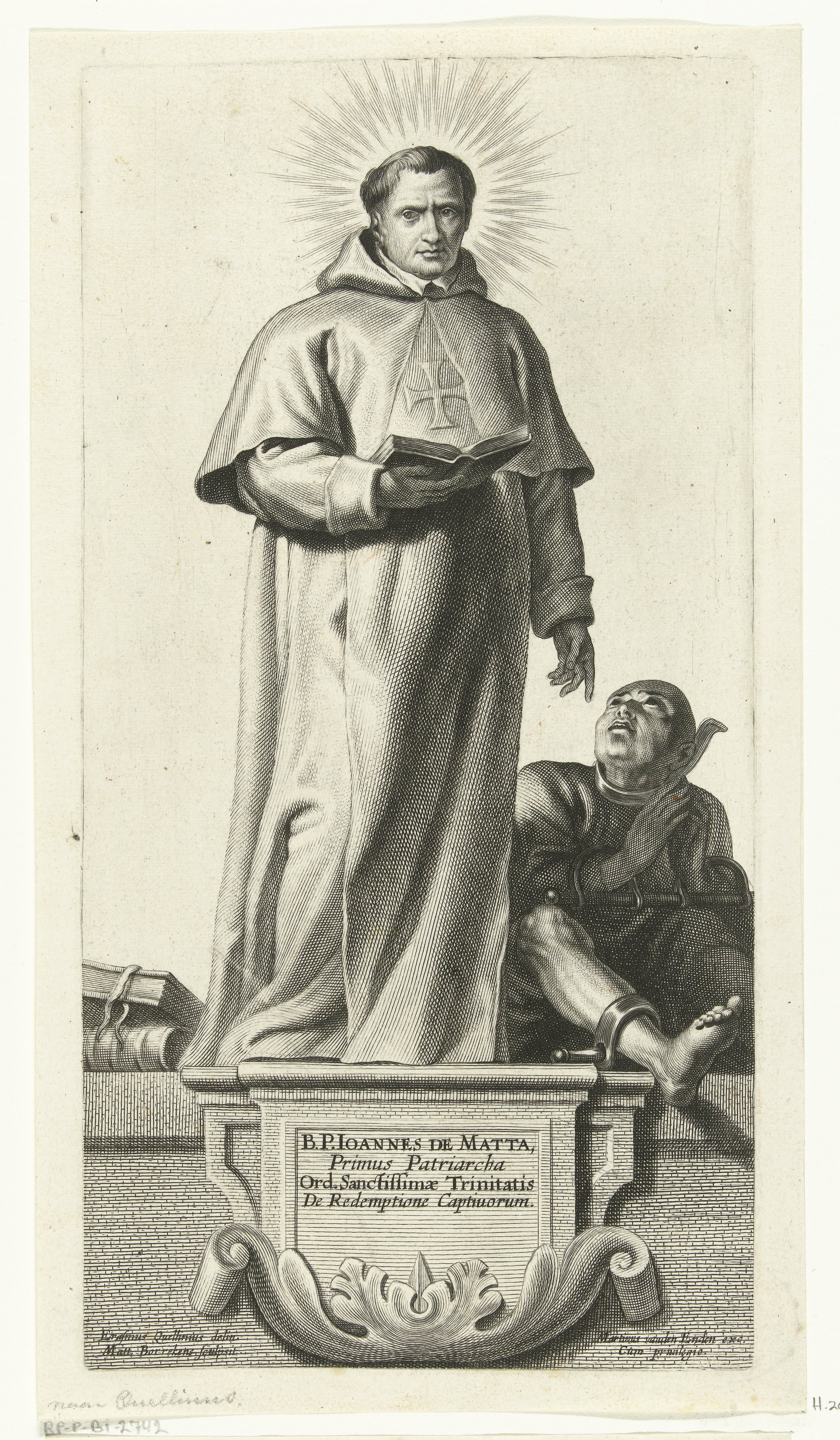
Jean de Matha. Martinus van den Enden d'après Érasme Quellin le Jeune

Il a gravé des planches peu étendues, aussi bien d'après ses tableaux que d'après ceux de son maître. Bolswert, Pieter de Jode le Jeune, Vorsterman, Pontius et d'autres artistes ont reproduit sur le cuivre ou l'acier quatre-vingts de ses toiles, sinon davantage; mais leurs estampes sont devenues extrêmement rares. De ses œuvres diffusées sous forme de gravures, l'une de grand format d’après l'un de ses tableaux représente un bordel, où tout se trouve dans un état tellement désordonné et se passe de façon si licencieuse, que cela fit se demander Kramm comment un peintre d'histoire, dont les œuvres ornent les hospices, a pu être en mesure de prêter son pinceau à un tel sujet, qui, de surcroît, a été reproduit en gravure.
Erasmus Quellinus aborda, avec un grand succès, le portrait et l'histoire. Plusieurs de ses tableaux ont été reproduits au burin ; son effigie peinte par lui-même, a été gravée par Pieter de Jode le Jeune.
C’est sur ce portrait, figurant dans l’ouvrage sur les peintres, surtout des Pays-Bas et de son époque, de De Bie, que le graveur d’un livre similaire s’est inspiré.

### Quelques œuvres
En Belgique

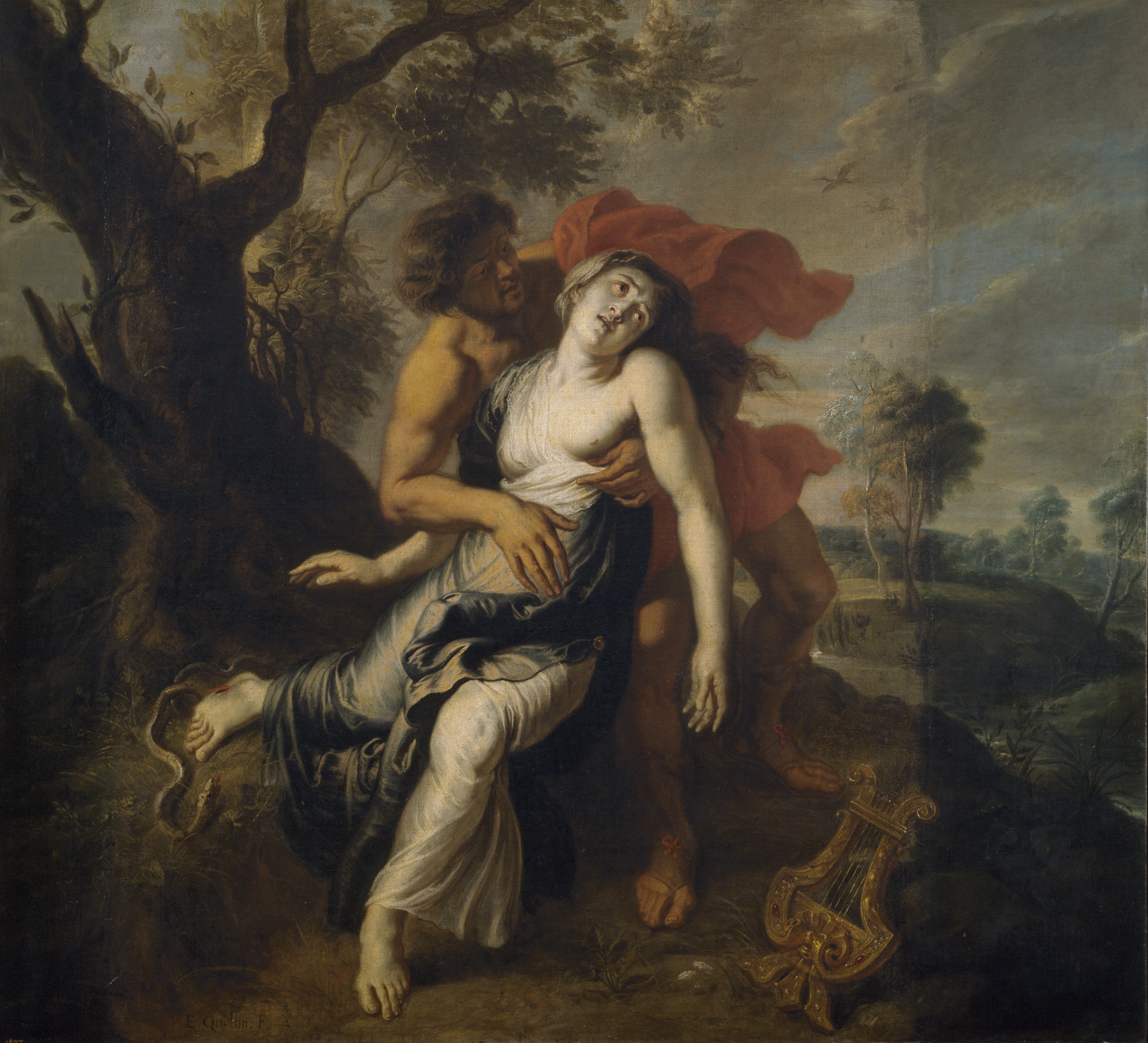
La mort d'Eurydice, musée du Prado, 1630

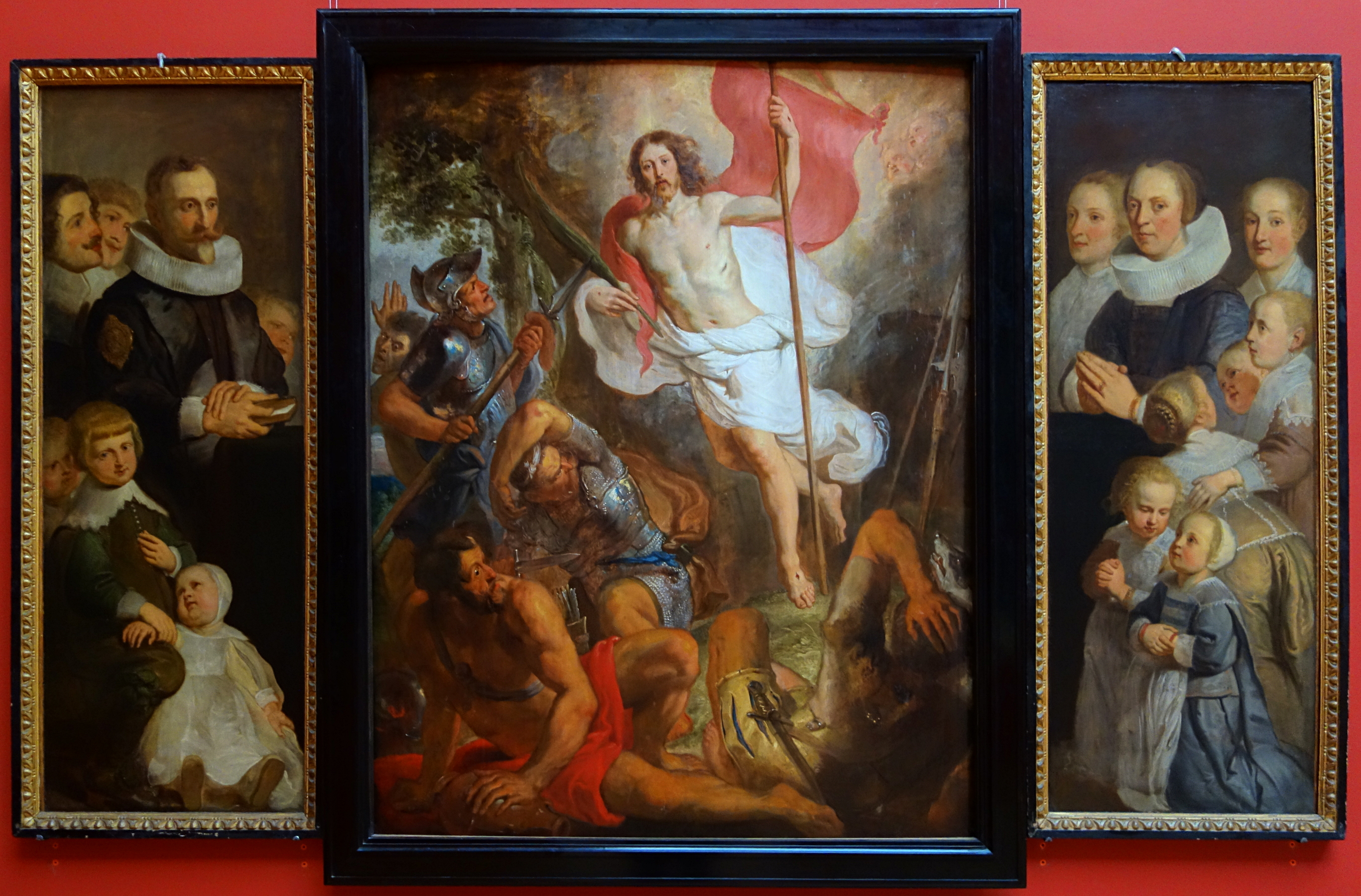
Résurrection - Lille Palais des Beaux arts

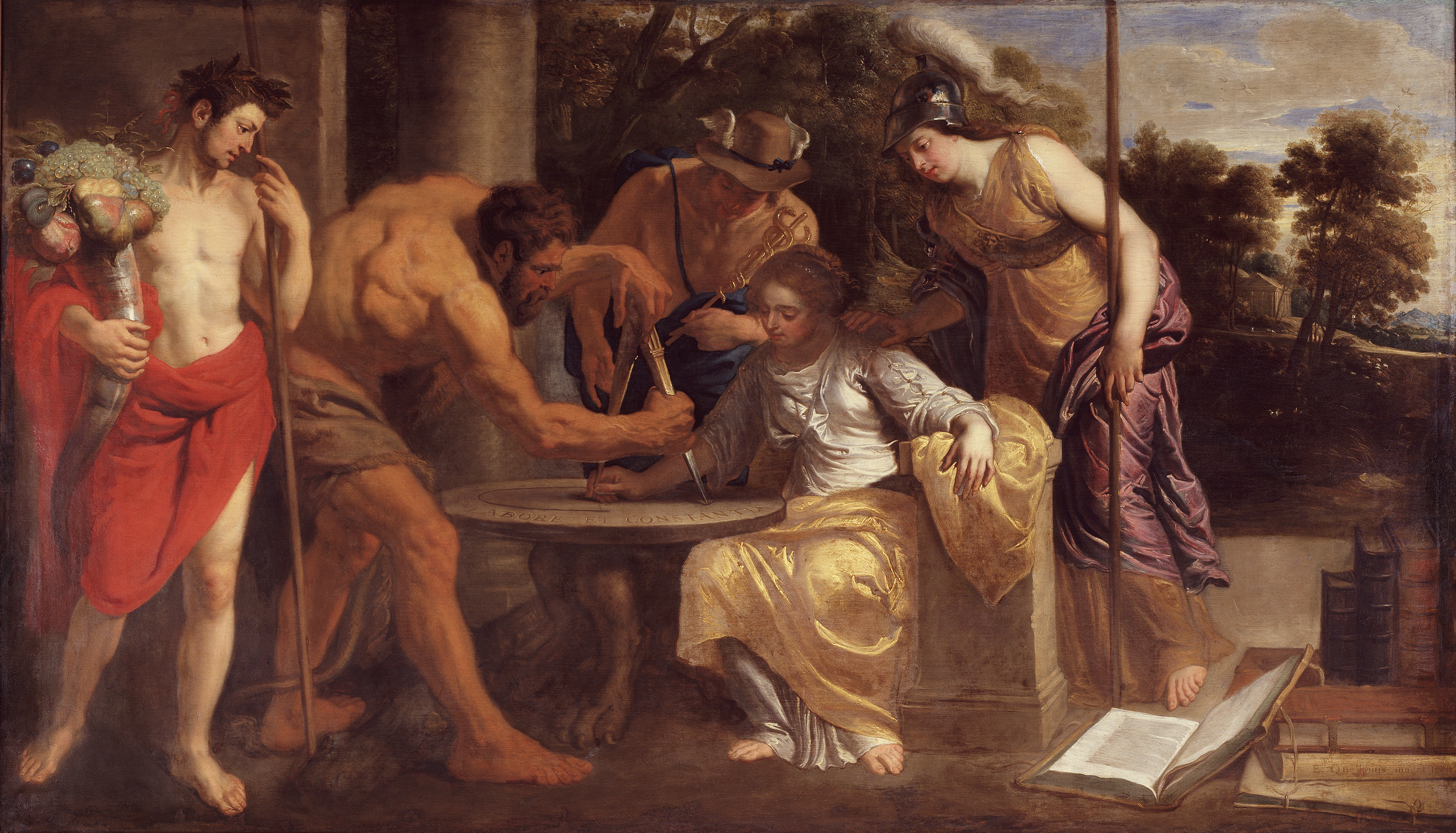
Erasmus Quellinus II 1640 - Labore et Constantia - Anvers Musée Plantin-Moretus

- Portrait d'un jeune garçon avec un faucon et deux chiens, au musée royal des beaux-arts, Anvers.
- Labore et Constantia,1640, signé et daté, Museum Plantin-Moretus, Anvers.
- La Sainte Famille, chapelle de Notre-Dame du refuge, Marché aux Souliers, Anvers[10].
- Saint Roch guéri miraculeusement de la peste, signé et daté de 1660, à l'église Saint-Jacques, à Anvers
- Laissez venir à moi les petits enfants, 1644, signé et daté, musées royaux des Beaux Arts de Belgique, Bruxelles
- Guirlande de fleurs avec le Salvator Mundi, en collaboration avec Jan Philips van Thielen, musées royaux des Beaux Arts de Belgique, Bruxelles
- Christ sur le Calvaire, à l’église Saint-Nicolas de Gand[28]
- Le Repos en Égypte, à l’église Saint-Sauveur de Gand[29],
- Isaac et Abraham partant pour le sacrifice. (Ce tableau enlevé de l'abbaye d'Andenne et envoyé à Paris par les révolutionnaires, a été vendu en vente publique chez Artcurial le 18 novembre 2014 d'après La Libre Belgique, (supplément Art du vendredi).
- Adoration des Bergers, signée et datée de 1669, à la cathédrale Saint-Rombaut de Malines[30],
- La Cène, à l’église de Notre-Dame à Malines[31]

En Espagne
- L'Enlèvement d'Europe, entre 1636-1638, signé, musée du Prado, Madrid
- Jason et la Toison d'or, entre 1636-1638, signé, musée du Prado, Madrid
- La Nativité de la Vierge, vers 1655, signé, musée du Prado, Madrid
- La Vierge à l'Enfant avec saint-Jean-Baptiste, vers 1635, Fondation Lazaro Galdiano, Madrid

Aux États-Unis
- Autoportrait avec sa femme et son fils, vers 1636, signé, Cincinnati Art Museum
- Saint François-Xavier en prière devant la Vierge à l'Enfant, signé et daté, Indianapolis Museum of Art

En France
- Guirlande de fleurs avec la Sainte Famille et saint Jean-Baptiste, vers 1647-1650, Musée de Picardie, Amiens
- Neptune, Musée-château de Dieppe
- Christine, reine de Suède, en Minerve, vers 1649, monogrammé, Musée de la Chartreuse, Douai
- Triptyque de la famille Van der Aa, vers 1630/35, huile sur bois, 171 × 38 cm (partie centrale), Palais des beaux-arts de Lille[32]
- Jésus chez Marthe et Marie, huile sur toile, 113 × 163 cm (Nature morte de Jean Fyt), Palais des beaux-arts de Lille[33]
- Portement de Croix, huile sur toile, 4,30m x 4,30m, Eglise Sainte Catherine de Honfleur